# Denis Vavro
Denis Vavro (Partizánske, 10 april 1996) is een Slowaaks voetballer die doorgaans als centrale verdediger speelt. Hij verruilde FC Kopenhagen in juli 2025 voor VfL Wolfsburg, dat hem het voorgaande seizoen al huurde. Vavro debuteerde in 2017 in het Slowaaks voetbalelftal.

## Clubcarrière
Vavro begon met voetballen in de jeugd van MŠK Žilina. In 2013 maakte hij de overstap naar de eerste ploeg van Žilina. Op 20 april 2013 maakte Vavro zijn debuut in de Fortuna Liga in een met 1–2 gewonnen uitwedstrijd tegen AS Trenčín. Eind augustus 2017 tekende Vavro een contract voor vijf seizoenen bij FC Kopenhagen. Op 10 september 2017 maakte Vavro zijn debuut in de Superligaen, in een met 4–3 gewonnen thuiswedstrijd tegen FC Midtjylland.

## Clubstatistieken
| Seizoen     | Club          | Competitie   | Competitie | Competitie | Beker | Beker | Internationaal | Internationaal | Totaal | Totaal |
| Seizoen     | Club          | Competitie   | Wed.       | Dlp.       | Wed.  | Dlp.  | Wed.           | Dlp.           | Wed.   | Dlp.   |
| ----------- | ------------- | ------------ | ---------- | ---------- | ----- | ----- | -------------- | -------------- | ------ | ------ |
| 2012/13     | MŠK Žilina    | Fortuna Liga | 4          | 0          | –     | –     | —              | —              | 4      | 0      |
| 2013/14     | MŠK Žilina    | Fortuna Liga | 11         | 0          | —     | —     | 2              | 0              | 13     | 0      |
| 2014/15     | MŠK Žilina    | Fortuna Liga | 6          | 0          | 1     | 0     | —              | —              | 7      | 0      |
| 2015/16     | MŠK Žilina    | Fortuna Liga | 23         | 1          | 5     | 1     | 8              | 1              | 36     | 3      |
| 2016/17     | MŠK Žilina    | Fortuna Liga | 25         | 6          | 2     | 0     | —              | —              | 27     | 6      |
| 2017/18     | MŠK Žilina    | Fortuna Liga | 5          | 1          | —     | —     | 2              | 0              | 7      | 1      |
| 2017/18     | FC Kopenhagen | Superligaen  | 26         | 1          | 1     | 0     | 8              | 0              | 35     | 1      |
| 2018/19     | FC Kopenhagen | Superligaen  | 35         | 0          | 1     | 0     | 14             | 2              | 50     | 3      |
| 2019/20     | SS Lazio      | Serie A      | 0          | 0          | 0     | 0     | 0              | 0              | 0      | 0      |
| Club totaal | Club totaal   | Club totaal  | 135        | 9          | 10    | 1     | 34             | 3              | 179    | 13     |

Bijgewerkt op 6 juli 2019

## Interlandcarrière
Vavro doorliep verschillende nationale jeugdploegen. In voorbereiding van de wedstrijden tegen Oeganda en Zweden werd Vavro in januari 2017 door bondscoach Ján Kozák bij de nationale ploeg gehaald. Vavro maakte op 8 januari 2017 zijn debuut, speelde de volledige wedstrijd en wist in zijn eerste wedstrijd al een doelpunt te scoren. Vavro werd op 7 juni 2024 door bondscoach Francesco Calzona opgenomen in de Slowaakse selectie voor het EK 2024 in Duitsland. Slowakije eindigde als derde in een groep met Roemenië, België en Oekraïne, waarna het in de achtste finales na een verlenging met 2–1 verloor van Engeland. Vavro miste op het toernooi geen minuut aan speeltijd.

## Erelijst
| Competitie            |            |            |            |            |
| Competitie            | Aantal     | Jaren      |            |            |
| MŠK Žilina            | MŠK Žilina | MŠK Žilina | MŠK Žilina | MŠK Žilina |
| --------------------- | ---------- | ---------- | ---------- | ---------- |
| Kampioen Fortuna Liga | 1×         | 2016/17    |            |            |
| FC Kopenhagen         |            |            |            |            |
| Kampioen Superligaen  | 1×         | 2018/19    |            |            |

1 Grabara ·
2 Fischer ·
3 Bornauw ·
4 Koulierakis ·
5 Zesiger ·
6 Vranckx ·
9 Amoura ·
10 Nmecha ·
11 Tomás ·
12 Pervan ·
13 Rogério ·
14 Białek ·
16 Kamiński ·
17 Behrens ·
18 Vavro ·
19 Majer ·
20 Baku ·
21 Mæhle ·
22 Angely ·
23 Wind ·
24 Dárdai ·
27 Arnold  ·
29 Müller ·
30 Klinger ·
31 Gerhardt ·
32 Svanberg ·
39 Wimmer ·
40 Paredes ·
Coach: Hasenhüttl
1 Dúbravka ·
2 Pekarík ·
3 Vavro ·
4 Valjent ·
5 Šatka ·
6 Greguš ·
7 Weiss ·
8 Duda ·
9 Boženík ·
10 Suslov ·
11 Bénes ·
12 Kuciak ·
13 Hrošovský ·
14 Škriniar ·
15 Hubočan ·
16 Hancko ·
17 Hamšík  ·
18 Haraslín ·
19 Kucka ·
20 Mak ·
21 Ďuriš ·
22 Lobotka ·
23 Rodák ·
24 Koscelník ·
25 Hromada ·
26 Schranz ·
Coach: Tarkovič
1 Dúbravka ·
2 Pekarík ·
3 Vavro ·
4 Obert ·
5 Rigo ·
6 Gyömbér ·
7 Suslov ·
8 Duda ·
9 Boženík ·
10 Tupta ·
11 Bénes ·
12 Rodák ·
13 Hrošovský ·
14 Škriniar  ·
15 De Marco ·
16 Hancko ·
17 Haraslín ·
18 Strelec ·
19 Kucka ·
20 Ďuriš ·
21 Bero ·
22 Lobotka ·
23 Ravas ·
24 Sauer ·
25 Kóša ·
26 Schranz ·
Coach: Calzona